# Médaille militaire (Royaume-Uni)
La médaille militaire est une décoration militaire créée le 25 mars 1916 par le roi George V sous le nom de Military Medal.

## Présentation
Elle est décernée aux adjudants, aux sous-officiers et aux hommes et femmes de l'armée britannique et des autres forces armées du Commonwealth en reconnaissance d'un ou de plusieurs actes de bravoure, sur la recommandation d'un commandant en chef en campagne ("acts of gallantry and devotion to duty under fire").
Elle peut être attribuée deux fois - MM and bar - voire plus, exceptionnellement.
Une barrette d'argent ornée de feuilles de laurier est décernée pour un ou plusieurs nouveaux actes de bravoure et de dévouement sous le feu de l'ennemi.
En petite tenue, la barrette est représentée par une rosette sur le ruban.
15 000 MM furent accordées pendant la Seconde Guerre mondiale, dont seulement 164 avec 1 barrette et 2 avec 2 barrettes.
Elle n’est jamais attribuée à l’ancienneté, comme peut l’être la médaille militaire française.
Depuis 1993, cette médaille est remplacée par la Military Cross désormais accessible aux militaires de tout grade.